# 삼환운수
삼환운수(三煥運輸)는 인천광역시 남동구를 근거지로 한 인천광역시의 시내버스 회사이다.

## 주요 연혁
- 1992년 7월 22일: 삼환운수 주식회사로 회사 설립하여 남동구 2번 마을버스[1] 노선을 개통하였다.
- 1996년 11월 : 인천시 최초로 대형급 중형버스인 BM090 2대[2]를 출고하여 운행하였다.
- 1997년 10월 20일: 본사를 인천광역시 남동구 구월동 1071번지로 이전.
- 1997년 11월 5일: 인천시내버스 적자노선이자 폐선된 14번, 23번, 62번 시내버스노선을 인수하였다.[3]
- 1998년 2월 2일: 삼환교통[4]을 계열사로 출범과 14, 23, 62번 시내버스 노선이 재개통되었다.
- 2001년 11월 22일: 삼환운수는 마을버스를 시내버스로의 변경과 더불어 신효운수[5], 태형운수[6], 도화운수[7]와 연합하여 통합 삼환운수로 탄생하여 동시에 본사를 인천광역시 남동구 만수동 1102번지로 이전하였으며, 만수동 1-301번지에 만수지점 설치.
- 2002년 8월 12일: 전국최초로 현대자동차 중형버스인 글로벌900 디젤모델[8]을 출고하였다.
- 2009년 2월 9일: 구월지점을 현 위치인 남동구 만수동 841-4번지로 이전.
- 2009년 9월 30일: 삼환운수에서 분리되어 삼환여객이 설립과 533번과 534번[9]을 동사에서 분리되었다
- 2009년 10월 9일: 만수지점을 폐쇄하고 부평구 산곡동 369-265번지에 부평지점 설치.[10]
- 2014년 4월 16일: 본사를 남동구 서창남로 16-34 (서창동)로 이전.
- 2017년 6월 1일: 본사를 남동구 서창방산로 136 (서창동)으로 이전.
- 2018년 8월 17일: 자본금을 600,000,000원으로 증액.
- 2023년 6월 2일: 인천광역시 지선버스 최초로 중형전기저상버스인 현대자동차 일렉시티타운을 출고하여 510번에 운행하고 있다.

## 운행 노선
| 운행노선 | 운행구간       | 운행구간 | 운행구간               | 배차간격 (분) | 인가 대수 | 비고                                       |
| -------- | -------------- | -------- | ---------------------- | ------------- | --------- | ------------------------------------------ |
| 순환56번 | 서창공영차고지 | ↔        | 롯데백화점(인천터미널) | 18 - 21       | 6         |                                            |
| 510      | 510번종점      | ↔        | 도화역                 | 9 - 12        | 10        | 구 남구 10번 마을버스. 송현지점 운행.      |
| 532번    | 꿈에그린아파트 | ↔        | 동암남부역             | 9 - 12        | 14        | 구 남동2번 마을버스.                       |
| 540번    | 540번종점      | ↔        | 남동중학교             | 14 - 18       | 9         | 구 남동구 1-1번 마을버스. 531번 통합 노선. |
| 566번    | 산업단지사거리 | ↔        | 시청광장입구           | 23 - 30       | 4         | 구 부평16번 마을버스. 송현지점 운행.       |
| 567번    | 대우아파트     | ↔        | 백운역                 | 10            | 7 - 11    | 구 부평16-1번 마을버스. 부평지점 운행.     |

## 과거 운행 노선
지선버스
- ● 531번: 간석남부역 - 하우스토리만수(구 남동1번 마을버스. 540번 통합)

마을버스
- ● 533번: 만수 신동아아파트 - 동암역(남광장) (구 남동3번 마을버스. 삼환여객에 양도)
- ● 534번: 인천대공원 - 신세계백화점 (구 남동4번 마을버스. 삼환여객에 양도)

간선버스
- ● 14번: 신흥동 삼환교통 본사 - 연안부두 - 옹진군청 - 숭의로터리 - 제물포역 - 도화오거리 - 인천의료원 - 가좌고교 - 경인여고 - 가정3동 - 루원사거리 - 효성소방파출소 - 작전역 (삼환교통 양도)
- ● 14-1번: 세원에너지충전소 - 청천초교 - 백마장사거리 - 백운역- 인천성모병원 - 부개초교 - 송내역 - 인천대공원 - 장수사거리 - 장수서창동주민센터 - 서창2지구 (삼환교통 양도)
- ● 23번: 월미도 - 인천역 - 동인천역 - 숭의로터리 - 제물포역 - 도화IC - 석바위 - 십정사거리 - 백운공원 - 부평역 - 부흥오거리 - 부개주공 - 부평동중 - 부개역 (삼환교통 양도)
- ● 62번: 서창2지구 - 장수서창동주민센터 - 만수고교 - 남동구청 - 만수3동주민센터 - 간석시장 - 간석오거리 - 간석역 - 주안북부역 - 도화오거리 - 동산고교 - 동인천역 (삼환교통 양도)

## 보유 차종
현대 그린시티와 자일대우 NEW BS090을 보유하고 있다가 일렉시티 타운 신차에 따라 두 중형버스의 보유기록은 깨졌다.

## 본점 및 지점 현황
- 본점 : 인천광역시 남동구 서창방산로 136, 103호 (서창동)
- 구월지점 : 인천광역시 남동구 서판로63번길 17, 201호 (만수동, 공원샘터주택)
- 송현지점 : 인천광역시 동구 방축로9번길 56 (송현동)
- 부평지점 : 인천광역시 부평구 마장로 150 (산곡동)